# Smerekovo
Smerekovo, česky také Smerekova, ukrajinsky Смереково, maďarsky Szemerekő, je obec v Dubrynyčsko-Maloberezňanské venkovské komunitě, v okresu Užhorod, v Zakarpatské oblasti na západě Ukrajiny. Leží na jihovýchodním okraji Lemkoviny. V roce 2001 zde žilo 381 obyvatel.

## Historie
Do uzavření Trianonské smlouvy byla obec součástí Uherska, poté byla  součástí Československa. Od roku 1945 byla součástí Ukrajinské sovětské socialistické republiky, která byla součástí SSSR. Místní farář byl v roce 1948  poslán do sibiřských pracovních táborů, jeho další osud není znám. V roce 1949  zničil kostel a horní část obce velký požár. Zachovala se zvonice, která po rekonstrukci v 50. letech 20. století sloužila jako místo pro bohoslužby. Od roku 1991 je obec součástí nezávislé Ukrajiny. V letech 1992 až 1996 byl v obci postaven zděný pravoslavný kostel.